# Katrin Wagner-Augustin
Katrin Wagner-Augustin (n. 13 octombrie 1977, Brandenburg an der Havel, Potsdam District⁠(d), RDG) este o caiacistă ce a reprezentat Germania, medaliată olimpică. A participat la 4 ediții ale Jocurilor Olimpice (2000, 2004, 2008, 2012) în care a câștigat 4 medalii de aur, o medalie de argint și o medalie de bronz.